# Apoica
Apoica es un género de avispas de la familia Vespidae.
Se encuentran en los trópicos de América central y Sudamérica. Son animales nocturnos que realizan el forrajeo de noche después que baja el sol. Prefieren construir nidos abiertos, bajo hojas grandes o en arbustos. Durante el día las avispas baten sus alas haciendo circular el aire para regular la temperatura del nido y evitar el calentamiento de las larvas. 

## Especies
- Apoica albimacula Fabricius, 1804
- Apoica arborea Saussure, 1854
- Apoica cubitalis Saussure, 1853
- Apoica flavissima Vecht, 1972
- Apoica gelida Vecht, 1972
- Apoica pallens Fabricius, 1804
- Apoica pallida Olivier, 1791
- Apoica strigata Richards, 1978
- Apoica thoracica Buysson, 1906